# Urbach, Rheinland-Pfalz
Urbach är en kommun i Landkreis Neuwied i förbundslandet Rheinland-Pfalz i Tyskland. Kommunen bildades 7 juni 1969 genom en sammanslagning av kommunerna Urbach-Kirchdorf und Urbach-Überdorf.
Kommunen ingår i kommunalförbundet Verbandsgemeinde Puderbach tillsammans med ytterligare 15 kommuner.